# パラマリボ地方
パラマリボ地方は、スリナム北東部の地方。
首都パラマリボ及び周辺地域から成り立つ。
2012年の人口は24万924人で、国内最大。
面積は182km²で全10地方中最小。
時間帯はUTC-3に属する。

## 隣接行政区画
- ワニカ地方
- コメウィネ地方

## 下位行政区分

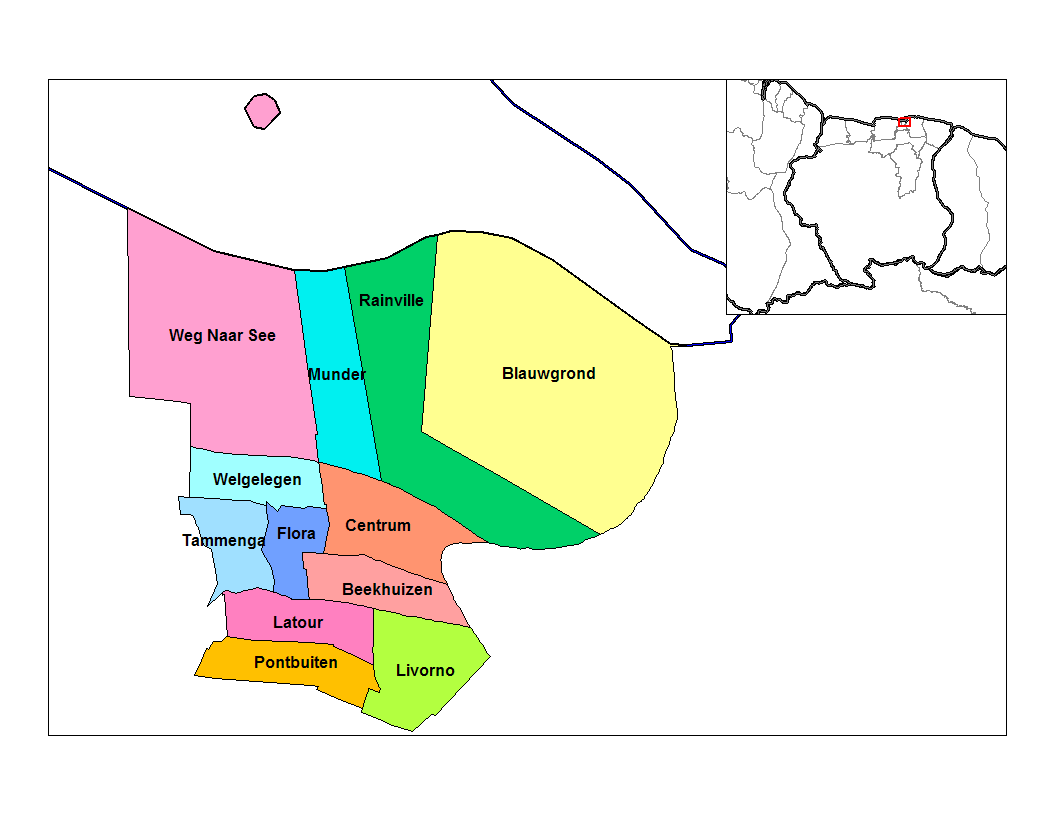
レソートの区分。

パラマリボ地方には、12のレソート（蘭: ressorten）と呼ばれる第二級行政区画を管轄している。
- Beekhuizen
- Blauwground
- Catour
- Centrum
- Flora
- Livorno
- Munder
- Pontbuliten
- Rainville
- Tammenga
- Weg Naar See
- Welgelegen